# L'Enterrement du soleil
Pour plus de détails, voir Fiche technique et Distribution.
L’Enterrement du soleil (太陽の墓場, Taiyo no hakaba) est un film japonais réalisé par Nagisa Ōshima, sorti en 1960.
Il est le troisième film de la trilogie de la jeunesse d'Ōshima après Une ville d'amour et d'espoir (1959) et Contes cruels de la jeunesse (1960).

## Synopsis
À Osaka, aux abords d'un fleuve où débarquent chaque soir des centaines d'ouvriers, se trouve le bidonville de Kamagasaki. Accompagnée d'un médecin et aidée par quelques nécessiteux, la jeune et charmante Hanako alpague ces ouvriers pour leur proposer de prélever du sang contre quelques centaines de yens. Pour certains chômeurs c'est leur seule rentrée d'argent. Hanako revend ensuite le sang récupéré pour des cosmétiques. Le tout illégalement. Le père de Hanako possède des terrains dans le bidonville où se trouvent quelques taudis qu'il loue. Il ferme les yeux sur les activités des occupants (vols, agressions, adultères).
En ville, un gang de jeunes voyous empiète sur le territoire d'un plus gros bonnet. Hanako connaît les deux patrons des gangs. Le QG de chaque gang est gardé secret par ses membres. Avec l'arrivée de ces nouveaux acteurs dans le bidonville et dans les gangs, Hanako va se retrouver à devoir jongler entre ses anciennes et nouvelles relations. Mais ces nouveaux arrivés vont eux aussi devoir s'adapter à leur nouveau milieu.

## Fiche technique
- Titre : L'Enterrement du soleil
- Titre original : 太陽の墓場 (Taiyo no hakaba?)
- Réalisation : Nagisa Ōshima

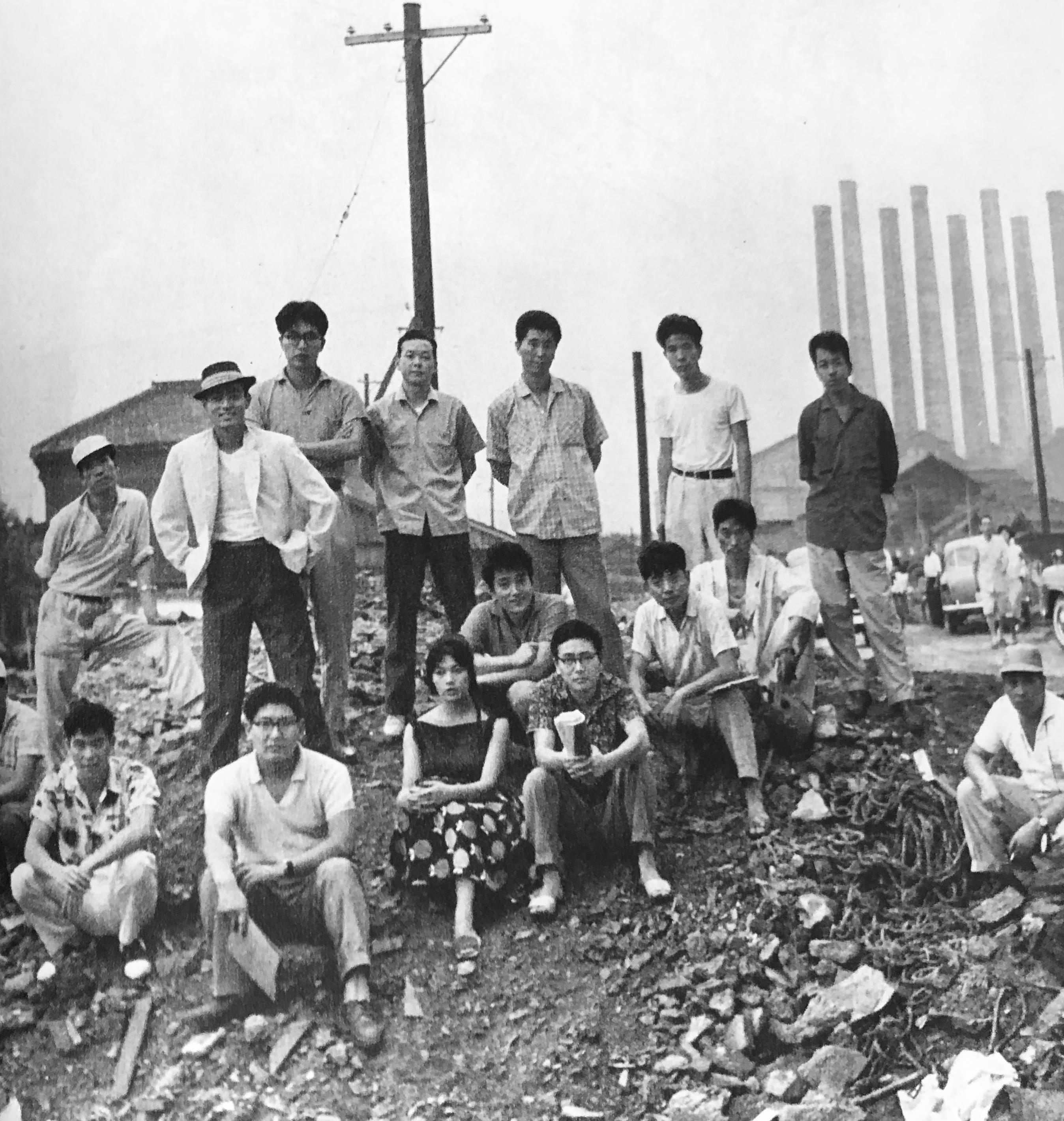
Équipe de tournage du film.

- Scénario : Nagisa Ōshima et Toshirō Ishidō (ja)
- Production : Tomio Ikeda
- Société de production : Shōchiku
- Musique : Riichirō Manabe (ja)
- Photographie : Takashi Kawamata (ja)
- Montage : Keiichi Uraoka (ja)
- Pays d'origine :  Japon
- Langue originale : japonais
- Format : couleur - 2,35:1 - son mono - 35 mm
- Genre : drame
- Durée : 87 minutes[1] (métrage : sept bobines - 2 399 m[1])
- Dates de sortie :
  - Japon : 9 août 1960[1]
  - France : 26 novembre 1986[2]

## Distribution
- Masahiko Tsugawa : Shin, le chef du gang
- Kayoko Honō (ja) : Hanako
- Isao Sasaki (ja) : Takeshi, le nouveau membre du gang
- Fumio Watanabe : Yosehei
- Kamatari Fujiwara : Batasuke
- Tanie Kitabayashi : Chika, la femme de Batasuke
- Junzaburō Ban : Yotsematsu, le père de Hanako
- Jun Hamamura : Goro Murata

## Récompenses
Sauf indication contraire, les informations mentionnées dans cette section peuvent être confirmées par la base de données cinématographiques IMDb,  présente dans la section « Liens externes ».
- 1961 : prix Blue Ribbon du meilleur nouveau réalisateur pour Nagisa Ōshima pour Contes cruels de la jeunesse, L’Enterrement du soleil et Nuit et brouillard au Japon